# Plac Dietla w Szczawnicy
Plac Dietla – plac położony w Szczawnicy.

## Lokalizacja
Plac znajduje się w centrum szczawnickiego uzdrowiska, u podnóża Bryjarki, w dolinie Grajcarka. Otoczony jest górskimi zboczami, pokrytymi lasami bukowo-jodłowymi. Odbiegają od niego ulice: Kowalczyk, Zdrojowa, Jana Wiktora.

## Historia
Plac nazywany „Rynkiem Szczawnickim” został ukształtowany po 1853 r., po uregulowaniu koryta Potoku Szczawnego.  Stanowił miejsce zgromadzeń publicznych oraz targów. 29 sierpnia 1865 r. odsłonięto tu obelisk Józefa Dietla, a w okresie międzywojennym pośrodku placu zainstalowano fontannę. W 1957 r. postawiono żelbetową figurę kobiety z dzbanem wg projektu Stanisława Marcinowa.
Na początku XX w. miała miejsce rewitalizacja placu. W 2012 r. wyremontowano fontannę i ustawiono nową rzeźbę z brązu, wykonaną przez Michała Batkiewicza.
Nazwa placu została mu nadana po II wojnie światowej, wywodzi się od pomnika.

## Obiekty
Przy placu Dietla znajdują się zabytki:
- willa „Pod Bogurodzicą” (A-650 z 12.12.1991)
- willa „Stara Kancelaria” (A-648 z 11.12.1991)
- willa „Danusia” (A-641 z 20.11.1991)
- willa „Pałac” (A-642 z 20.11.1991)
- willa „Holenderka” (A-649 z 12.12.1991)
- willa „Nad Zdrojami” (645 z 25.11.1981)
- willa „Szwajcarka” (647 z 28.11.1981)